# Österreichische Post
Österreichische Post AG er en østrigsk post- og logistikvirksomhed. Virksomheden blev etableret i 1999, efter at det tidligere statsejede Post- und Telegraphenverwaltung (PTV) blev delt i Österreichische Post og Telekom Austria. Selskabet har været børsnoteret på Wiener Börse siden 2006. Aktiemajoriteten ejes fortsat af Republikken Østrig igennem Österreichische Beteiligungs AG.